# Hidehiko Shimizu
Hidehiko Shimizu (清水 秀彦 Shimizu Hidehiko?), född 4 november 1954 i Tokyo prefektur, är en japansk före detta fotbollsspelare och tränare.
Shimizu började sin karriär 1977 i Nissan Motors. Med Nissan Motors vann han japanska cupen 1983 och 1985. Han avslutade karriären 1988.
Shimizu har efter den aktiva karriären verkat som tränare och har tränat J1 League-klubbar, Yokohama Marinos, Avispa Fukuoka, Kyoto Purple Sanga och Vegalta Sendai.